# Снохино
Сно́хино (рос. Снохино) — присілок у складі Вадінського району Пензенської області, Росія.
Населення — 1 особа (2010; 39 у 2002).
Національний склад станом на 2002 рік:
- росіяни — 100 %